# Сеговия
Сего́вия (исп. Segovia) — город в Испании с населением около 52 тысяч жителей. Административный центр одноимённой провинции Сеговия в Кастилии и Леоне. Сеговия лежит в 90 км к северо-западу от Мадрида на скалистой возвышенности между реками Эресма и Кламорес.
Сеговия расположена на равнинах Старой Кастилии, недалеко от Вальядолида.
Наряду с Толедо и Авилой — один из трёх городов-музеев, расположенных вблизи испанской столицы. С 1985 года Сеговия включена в список Всемирного наследия ЮНЕСКО.
Город расположен на главном маршруте Камино-де-Сантьяго-де-Мадрид.

## История
Город был основан в 80 до н. э. римлянами. В период с 714 по 1085 годами находился во владении мавров, прежде чем был взят Альфонсом VI Кастильским, сделавшим её на следующие два века королевской резиденцией. 13 декабря 1474 года здесь Изабелла I была провозглашена королевой Кастилии. 15 января 1475 года между Изабеллой Кастильской и Фернандо Арагонским было подписано Сеговийское соглашение, разделившее власть между ними. Как и большинство текстильных центров Кастилии, Сеговия присоединилась к Восстанию коммунерос (1520-1522). В 1764 году здесь была открыта Артиллерийская Академия Сеговии, старейшая среди ныне существующих военных академий.

## Этимология
Название Сеговии имеет кельтиберское происхождение. Хотя историки связывали старое название города с Сегобригой, недавнее открытие первоначального римского города в испанской деревне Саелис отвергло эту возможность. Название "Сеговия" упоминается Ливием в контексте Серторианской войны.
При римлянах и маврах город назывался Сеговия (σεγουβαα, Птолемей ii. 6. § 56) и Šiqūbiyyah (شقوبية) соответственно.

## Население
| 2001    | 2002    | 2004    | 2005    | 2006    | 2007    | 2008    | 2009    | 2010    |
| ------- | ------- | ------- | ------- | ------- | ------- | ------- | ------- | ------- |
| 54 039  | ↗54 945 | ↗55 586 | ↗55 942 | ↘55 476 | ↗56 047 | ↗56 858 | ↘56 660 | ↘55 748 |
| 2011    | 2012    | 2013    | 2014    | 2015    | 2016    | 2017    | 2018    | 2019    |
| ↘55 220 | ↘54 844 | ↘54 309 | ↘53 260 | ↘52 728 | ↗53 257 | ↘51 756 | ↘51 683 | ↘51 674 |
| 2020    | 2021    | 2022    | 2023    | 2024    |         |         |         |         |
| ↗52 057 | ↘51 258 | ↘50 802 | ↗51 011 | ↗51 525 |         |         |         |         |

## Достопримечательности
- Позднеготический собор — Кафедральный собор Сеговии, заложенный в 1525 году по приказу Карла V;
- Знаменитый римский акведук длиной в 728 м и высотой в 28 м, возвышающийся над городом и его окрестностями;
- Алькасар в Сеговии — одна из самых грандиозных резиденций испанских правителей;
- Церковь Ла Вера Крус была одной из резиденций ордена тамплиеров с 1208 года до его ликвидации;
- Монастырь Санта-Крус ла Реал;
- Монастырь Эль-Парраль;
- Музей Сеговии;
- Музей Современного Искусства Эстебана Висенте;
- Музей Солоага;
- Дом Музей Антонио Мачадо.

Кроме центра, а Сеговии также есть части города, которые любят посещать:
- Фуэнтемиланос;
- Городе онтория;
- Мадрона;
- Ревенга, основанная в 1983 году как "незначительное местное образование" (исп. entidad local menor), категория субмуниципальных образований в Испании;
- Замаррамала;
- Торредондо;
- Перогордо.

## Города-побратимы
- Marysville[вд], США
- Кандон, Республика Корея
- Тур, Франция (1972)[25]
- Тусон, США
- Эдинбург, Великобритания

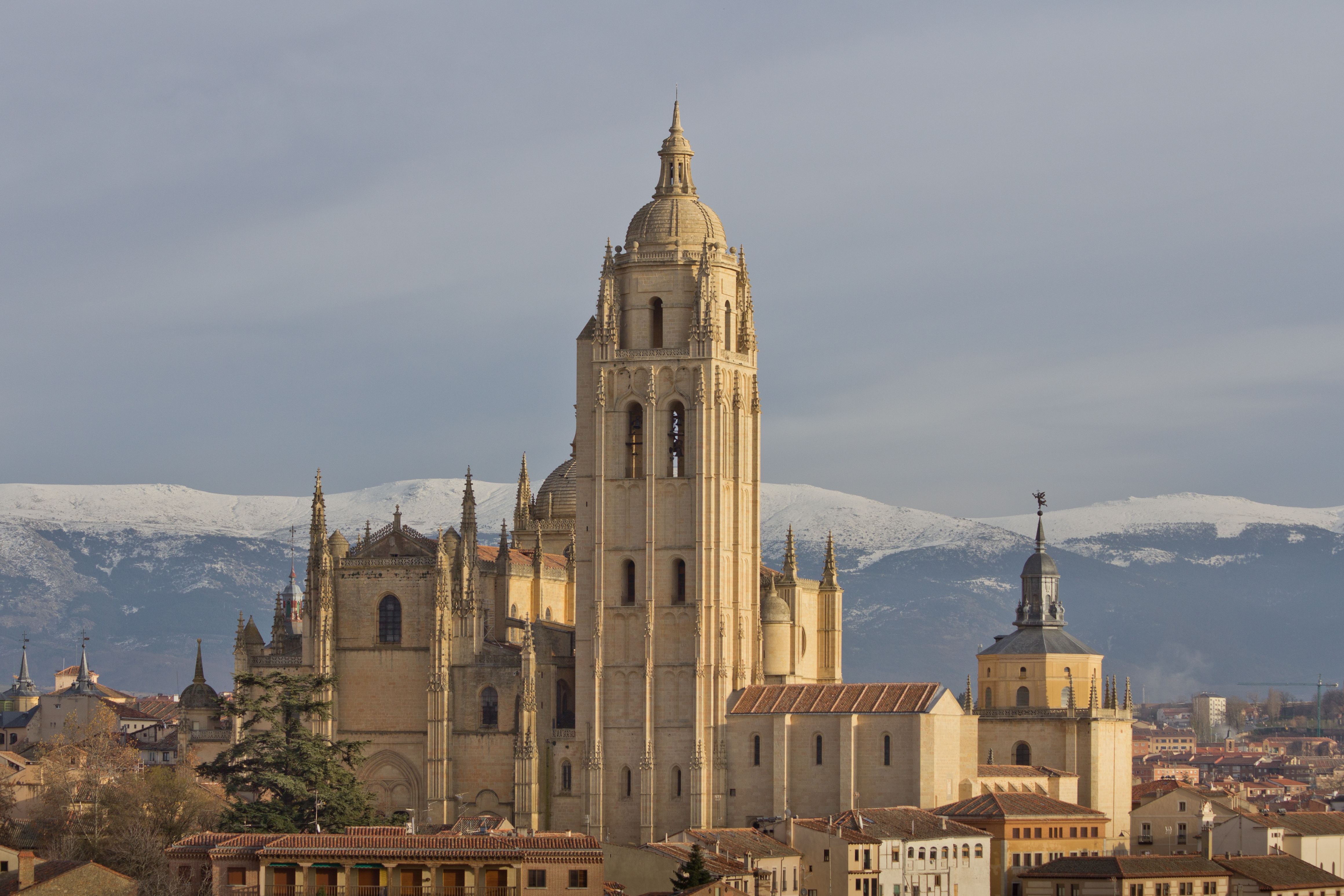
Сеговийский собор
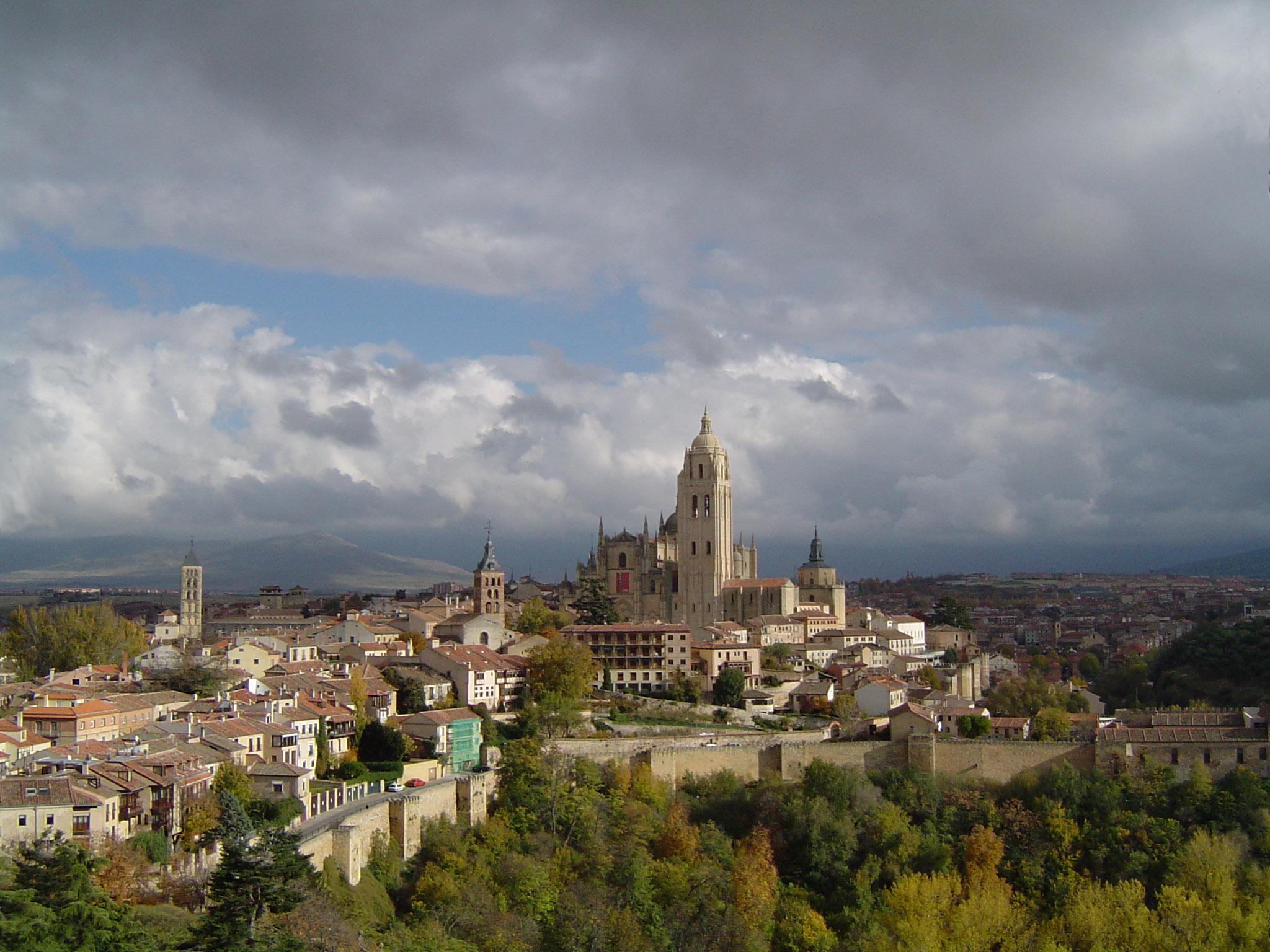
Вид на Сеговию из местного алькасара
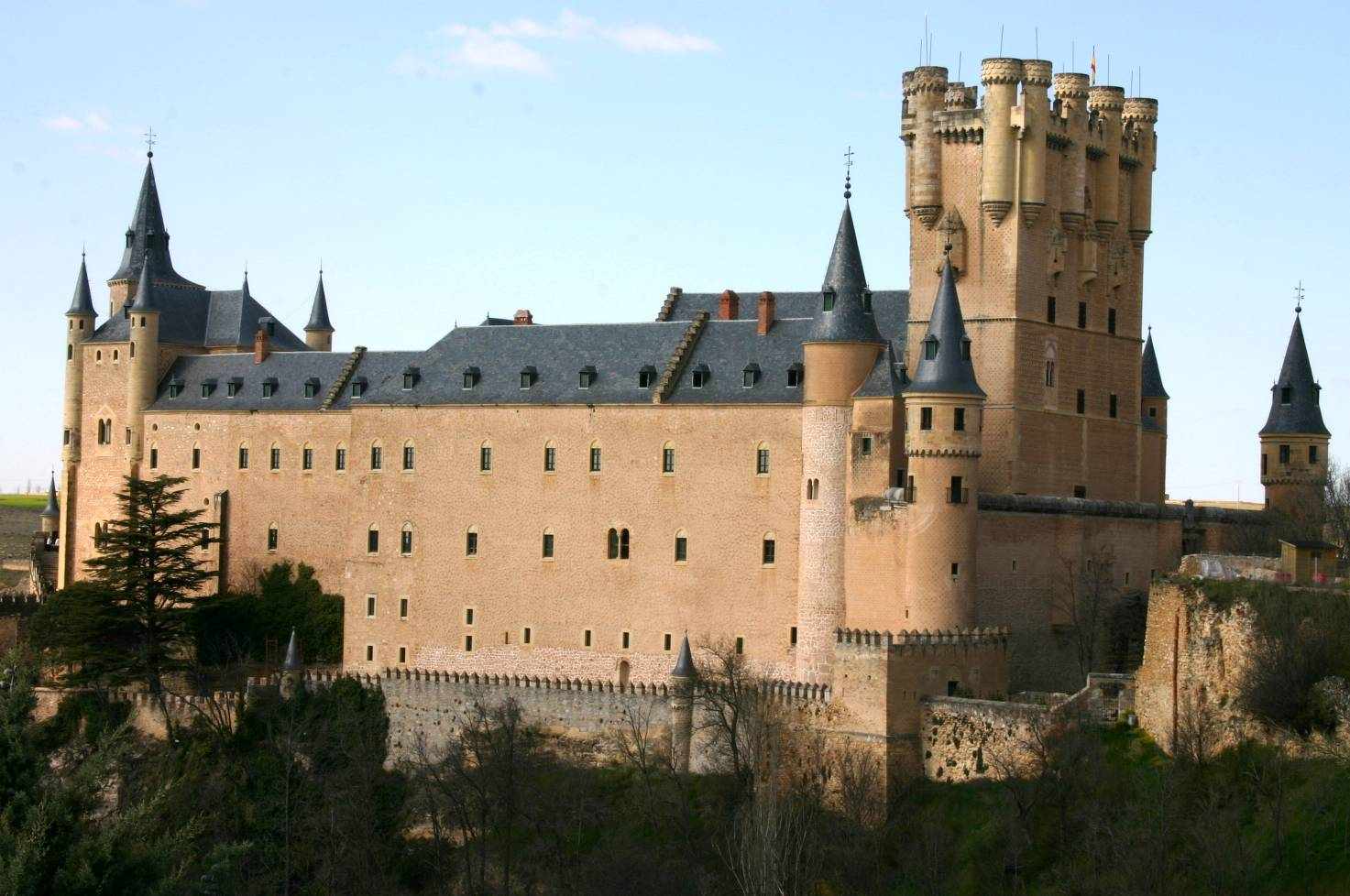
Алькасар в Сеговии